# Esher
Esher (engelskt uttal: [ˈiːʃər] ( lyssna)) är en stad i grevskapet Surrey i sydöstra England. Staden är huvudort i distriktet Elmbridge och ligger cirka 22,5 kilometer sydväst om centrala London. Tätorten (built-up area) hade 9 481 invånare vid folkräkningen år 2021. Esher nämndes i Domedagsboken (Domesday Book) år 1086, och kallades då Aissela/Aissele.